# جسر جينغزو على نهر اليانغتسي
جسر جينجزو هو عبارة عن مجمع جسور كبيرة يعبر نهر اليانغتسي جنوب مركز مدينة جينجزو، هوبي. يحتوي الجسر على امتدادين رئيسيين مثبتين بالكابل (شمال وجنوب) بطول 500 متر (1600 قدم) و305 أمتار (1001 قدم) على التوالي. يحتوي الجسر على تسعة امتدادات عوارض صندوقية بين الامتدادين الكبيرين المثبتين بالكابل، يبلغ طول كل منهما 151 مترًا (495 قدمًا). يحمل الجسر أربعة حارات من طريق إيرينهوت-قوانغتشوالسريع. 